# جون هارتويل هاريسون
جون هارتويل هاريسون (بالإنجليزية: J. Hartwell Harrison)‏ (16 فبراير 1909 - 20 يناير 1984) جراح المسالك البولية الأميركي، الذي قام بأول عملية إزالة عضو بشري حيوي لزرع عضو آخر؛ كان هذا عمل محوري كعضو في الفريق الطبي الذي حصل على جائزة أموري عام 1961 للأكاديمية الأمريكية للفنون والعلوم، الذي جلب زراعة الكلى إلى العالم.

## الأسرة والتعليم والتدريب
ولد هاريسون في كلاركسفيل بولاية فرجينيا، ابن روزالي وكارينغتون هاريسون; وتم تربيته في دانفيل، فيرجينيا وتخرج من جامعة فيرجينيا، حاصل على شهادة البكالوريوس في العلوم عام 1929، كما حصل على الدكتوراة في الطب في عام 1932. بعد التدريب في الطب الباطني في مستشفى لاكيزيد في كليفلاند، أوهايو. تابع تدريب الدراسات العليا في الجراحة في مستشفى بيتر بنت بريغام في بوسطن. انضم إلى موظفي بريغهام في عام 1939، وكان رئيس شعبة أمراض المسالك البولية في عام 1941، وجعل بروكلين، منزله الدائم مع زوجته وأطفاله الأربعة. خلال الحرب العالمية الثانية، خدم في الفيلق الطبي للجيش الأمريكي في مسرح العمليات في المحيط الهادئ.

## زرع الكلى الأول
حقق هاريسون، جوزيف موراي، جون ميريل، وآخرون أول عملية زرع كلى ناجحة، بين التوام المتطابق رونالد وريتشارد هيريك، في 23 ديسمبر 1954 في مستشفى بريغهام. كان دور هاريسون الأساسي هو إزالة الكلى من المتبرع (رونالد). حصل موراي على جائزة نوبل في الطب عام 1990 لهذا العمل لاحقا.
وبحسب محاضرة موراي في نوبل، فإن الجراحة التي أجراها هاريسون على المتبرع كانت ذات أهمية تاريخية لأنها كانت المرة الأولى التي يخضع فيها المريض لعملية لم تكن لصالحه الخاص. وقد اتخذ القرار بالمضي قدما بعد التشاور مع رجال الدين وغيرهم ممن دققوا بعناية في الجوانب الأخلاقية  وقد فُرض عبء هائل في حد ذاته على هاريسون في رعاية مريضه الصحي.
وعلق موراي في محاضرته (بين هاريسون ومريضه): «سألت الجهة المانحة عما إذا كانت المستشفى ستكون على استعداد لتحمل المسؤولية لتوفير الرعاية الصحية لبقية حياته إذا وافق هاريسون على التبرع بكليته وقال:» بالطبع لا. «لكنه على الفور، تعاطف مع السؤال،» رونالد، هل تعتقد أن أي شخص في هذه الغرفة من شأنه أن يرفض من أي وقت مضى لرعاية لك إذا كنت بحاجة إلى أي مساعدة طبية؟«توقف رونالد، ثم فهم أن مستقبله يعتمد على إحساسنا بالمسؤولية المهنية بدلا من التأكيدات القانونية». ووافق رونالد على هذا الأساس وبدأت عملية الزرع.
بعد الانتهاء من الجراحة المانحة، ساعد هاريسون في عملية المتلقي. عند الانتهاء من العمليات الجراحية، الكلى المزروعة كانت تقوم بوظيفتها الطبيعية في المتلقي. ونجا المتلقي لمدة ثماني سنوات وتوفي في عام 1962 من مضاعفات من التهاب الكلية المزمن الأصلي. وتوفي المتبرع في كانون الأول / ديسمبر 2010 لأسباب غير ذات صلة.

## الجمعيات والجوائز والمنشورات
في عام 1971، تلقى هاريسون ميدالية بوركينيي من تشيكوسلوفاكيا. في مايو 1983، حصل على وسام كيس من الأمريكي أسن. من الجينات الجينية والبولية، يمكن القول إن ذلك كان أعلى شرف أمريكي في مجال المسالك البولية.
شغل منصب أستاذ إليوت كوتلر للجراحة في كلية الطب ب جامعة هارفارد وحصل على شهادات فخرية من جامعة هارفارد ومن كلية روجر ويليامز. وكان اسمه زميل فخري عام 1976 في الكلية الملكية للجراحين في ايرلندا، وعضوا في جمعية المسالك البولية الايرلندية والبريطانية أسن. قام بتأليف أكثر من 140 مقالا ودراسة عن جراحة المسالك البولية والجراحة العامة، وقضايا طبية أخرى، وكان محرر النص المرجعي المكون من ثلاثة مجلدات، طب المسالك البولية كامبل (الطبعة الرابعة، 1978).
شغل منصب رئيس جمعية بوسطن الجراحية، نائب رئيس الجراحة الأمريكية أسن، ولثماني سنوات كان عضوا في مجلس الزوار من جامعة فيرجينيا. كان هاريسون أيضا مستشارا للمسالك البولية للقوات الجوية وإدارة المحاربين القدامى.